# Billy Elliot
Billy Elliot (bra/prt: Billy Elliot) é um filme franco-britânico de 2000, do gênero comédia dramática, dirigido por Stephen Daldry, em seu primeiro longa-metragem como diretor. 
Em 2005, o filme seria adaptado para o teatro musical como Billy Elliot - The Musical, com músicas de Elton John.[carece de fontes?]

## Sinopse
Ambientado historicamente na greve dos mineiros ingleses em 1984, o filme conta a história de um adolescente que, enfrentando preconceitos e contrariando a vontade da família e a expectativa da comunidade, abandona o pugilismo imposto na escola para se dedicar ao balé.

## Elenco
- Jamie Bell — Billy Elliot
- Julie Walters — Sra. Wilkinson
- Jamie Draven — Tony Elliot
- Gary Lewis — Jackie Elliot
- Jean Heywood — Avó
- Stuart Wells — Michael Caffrey
- Nicola Blackwell — Debbie

## Recepção

### Bilheteria
Billy Elliot estreou em 19 de maio no Festival de Cinema de Cannes de 2000 sob o título Dancer. Mais tarde, foi decidido renomear o filme Billy Elliot para evitar confusão com Dancer in the Dark, outro filme em Cannes naquele ano. Billy Elliot foi lançado nos cinemas em 29 de setembro de 2000 no Reino Unido pela Universal Pictures através da United International Pictures. Nos Estados Unidos, a Universal Focus lançou o filme em 13 de outubro de 2000. Contra as expectativas, o filme arrecadou US$ 109.280.263 em todo o mundo, incluindo US$ 24 milhões no Reino Unido e US$ 22 milhões nos Estados Unidos e Canadá. A Universal Home Entertainment lançou Billy Elliot em VHS em 20 de abril de 2001 e em Blu-ray em 10 de janeiro de 2012. O Blu-ray inclui um pequeno documentário da produção do filme.

### Crítica
No site agregador de críticas Rotten Tomatoes, 85% das 119 resenhas dos críticos são positivas, com uma classificação média de 7,3/10. O consenso do site diz: "Billy Elliot é um filme encantador que pode evocar tanto risos quanto lágrimas"O Metacritic, que usa uma média ponderada, atribuiu ao filme uma pontuação de 74 em 100, baseado em 34 críticos, indicando críticas "geralmente favoráveis". O público pesquisado pelo CinemaScore deu ao filme uma nota média de "A−" em uma escala de A+ a F.

### Temas
Pobreza e classe social foram vistas como temas principais do filme. A autora Rebecca Mahon observou que o filme tem um cenário realista; as primeiras cenas enfatizando a greve dos mineiros, a morte da mãe de Billy e a situação financeira da família. Daldry acrescenta: "Não importa onde você esteja no mundo, as pessoas entendem a ideia de que você faz parte de um grupo industrial, da classe trabalhadora, que está sendo descartado. E sua questão - o que acontece com as comunidades devastadas pela desindustrialização e privatização". Além da classe social, Daldry afirma que o filme é sobre encontrar uma voz - "alguém tentando se expressar". Koller-Alonso escreve que as diferenças de gênero são expressas ao mostrar meninas frequentando aulas de balé, enquanto seus colegas homens estão tendo aulas de boxe. A homossexualidade, um assunto tabu na década de 1980, bem como a brutalidade policial são retratadas e exploradas no filme.

## Prêmios e indicações
| Prêmio             | Categoria                     | Recipiente                                       | Resultado |
| ------------------ | ----------------------------- | ------------------------------------------------ | --------- |
| BAFTA 2001         | Melhor filme                  | Greg Brenman, Jon Finn                           | Indicado  |
| BAFTA 2001         | Melhor filme britânico        | Greg Brenman, Jon Finn, Stephen Daldry           | Venceu    |
| BAFTA 2001         | Melhor direção                | Stephen Daldry                                   | Indicado  |
| BAFTA 2001         | Melhor ator                   | Jamie Bell                                       | Venceu    |
| BAFTA 2001         | Melhor atriz coadjuvante      | Julie Walters                                    | Venceu    |
| BAFTA 2001         | Melhor ator coadjuvante       | Gary Lewis                                       | Indicado  |
| BAFTA 2001         | Melhor ator/atriz em ascensão | Stephen Daldry                                   | Indicado  |
| BAFTA 2001         | Melhor ator/atriz em ascensão | Lee Hall                                         | Indicado  |
| BAFTA 2001         | Melhor roteiro original       | Lee Hall                                         | Indicado  |
| BAFTA 2001         | Melhor trilha sonora          | Stephen Warbeck                                  | Indicado  |
| BAFTA 2001         | Melhor cinematografia         | Brian Tufano                                     | Indicado  |
| BAFTA 2001         | Melhor montagem               | John Wilson                                      | Indicado  |
| BAFTA 2001         | Melhor som                    | Mark Holding, Mike Prestwood Smith, Zane Hayward | Indicado  |
| Globo de Ouro 2001 | Melhor filme - drama          | Greg Brenman, Jon Finn                           | Indicado  |
| Globo de Ouro 2001 | Melhor atriz coadjuvante      | Julie Walters                                    | Indicado  |
| Oscar 2001         | Melhor direção                | Stephen Daldry                                   | Indicado  |
| Oscar 2001         | Melhor atriz coadjuvante      | Julie Walters                                    | Indicado  |
| Oscar 2001         | Melhor roteiro original       | Lee Hall                                         | Indicado  |